# Liviu Dieter Nisipeanu
Liviu-Dieter Nisipeanu (Brașov, 1º agosto 1976) è uno scacchista rumeno giocatore della Germania, Grande maestro.
Ottiene il titolo di Grande maestro. Il suo stile di gioco è quantomeno peculiare e rischioso, quasi paradossale; per queste sue caratteristiche è stato associato a Michail Tal'.
Nel 1999, Nisipeanu, sebbene partisse da una posizione di non favorito, riuscì a raggiungere la semifinale del Campionato mondiale FIDE, battendo Vasyl' Ivančuk al 4º turno e Aleksej Širov nei quarti di finale, soccombendo solo ad Aleksandr Chalifman, che poi vinse la finale contro Vladimir Hakobyan diventando campione del mondo FIDE.
Ha vinto per 3 volte il Campionato nazionale rumeno (1993, 1996 e 2002) e una volta il Campionato nazionale tedesco (2017) .
Nisipeanu conquistò nel 2005 a Zegrze il titolo europeo individuale ottenendo 10 punti su 13, con mezzo punto di vantaggio sul suo inseguitore Teymur Rəcəbov dell'Azerbaigian.
Nell'aprile del 2006, disputò una serie di quattro incontri con il campione del mondo FIDE Veselin Topalov, venendo sconfitto per 3 a 1.
Tra gli altri risultati di torneo, nel 2003 ha vinto gli open di Saint-Vincent in Valle d'Aosta (ripetuto nel 2004), Santo Domingo (1º-3º), Andorra e Deizisau. Nel 2004 ha vinto l'open di Pune in India.
Con la Romania ha partecipato a 6 Olimpiadi degli scacchi, nel 1996, 1998, 2002, 2004, 2006 e 2008, ottenendo 20 vittorie, 40 pareggi e 10 sconfitte .
Nel 2013 e 2016 vince per due volte il torneo di Ortisei.
Nel 2014 Nisipeanu ha cambiato federazione, passando da quella della Romania (Federatia Romana de Sah) a quella della Germania (Deutscher Schachbund).
Con la Germania ha partecipato alle Olimpiadi degli scacchi del 2014 e alle Olimpiadi degli scacchi del 2016 in prima scacchiera, giocando in tutto 20 partite e ottenendo 5 vittorie, 12 pareggi e 3 sconfitte. 
Ha raggiunto il massimo Elo nell'ottobre 2005, con 2707 punti, primo nel suo paese (in quel periodo la Romania) e 15º al mondo.